# Michorzewko
Michorzewko – wieś w Polsce położona w województwie wielkopolskim, w powiecie nowotomyskim, w gminie Kuślin.
W latach 1975–1998 miejscowość administracyjnie należała do województwa poznańskiego.
Średniowieczna wieś, o której pierwsza wzmianka pochodzi z 1399 roku. Dzisiejsza nazwa obowiązuje od 1902 roku.
W okresie Wielkiego Księstwa Poznańskiego (1815-1848) Michorzewko (Michorzewek) należał do wsi większych w ówczesnym powiecie bukowskim, który dzielił się na cztery okręgi (bukowski, grodziski, lutomyślski oraz lwowkowski). Michorzewko należało do okręgu bukowskiego i było częścią majętności Michorzewo, której właścicielami była rodzina Sczanieckich. W skład majątku Michorzewo oprócz Michorzewka wchodziły: Krystianowo oraz Michorzewko Olędry. Według spisu urzędowego z 1837 roku wieś liczyła 252 mieszkańców i 21 dymów (domostw).

## Urodzeni w Michorzewku
- Henryk Likowski – polski historyk Kościoła, duchowny katolicki, profesor Uniwersytetu Warszawskiego[5].